# Јошие Касаџима
Јошие Касаџима (јап. 笠嶋 由恵; 12. мај 1975) бивша је јапанска фудбалерка.

## Репрезентација
За репрезентацију Јапана дебитовала је 1999. године. За тај тим одиграла је 24 утакмице и постигла је 4 гола.

## Статистика
| Јапан  | Јапан | Јапан |
| Год.   | Ута.  | Гол.  |
| ------ | ----- | ----- |
| 1999   | 5     | 1     |
| 2000   | 5     | 0     |
| 2001   | 9     | 2     |
| 2002   | 5     | 1     |
| Укупно | 24    | 4     |